# 呂讓
呂讓（793年—855年），字逊叔，唐朝河中府（今山西省永济市西）人，郡望东平（今山东省东平县），家于洛阳。吕渭幼子，吕温、呂恭、呂儉之弟。
元和十年（815年）登进士第，入仕时，柳宗元写有《送表弟吕让将仕进序》一文。唐文宗大和年间，担任海州刺史。唐武宗时，担任太子右庶子。会昌六年（846年）二月十一，右庶子吕让进状：“亡兄吕温之女，大和七年嫁给左卫兵曹萧敏，生有二子。开成三年，萧敏有心病家庭不和，因而离婚。现在萧敏日见病愈，而又乞求与臣侄女配合。”唐武宗同意了。呂讓官至秘书监。吕让墓志铭载他有五子：吕焕、吕熀、吕煜、吕炫、吕烜。吕烜与吕让同卒于大中九年（855年），余四子俱在。道教典籍云八仙之一吕洞宾（吕喦）为吕让的儿子，当出于附会。